# Proyecto Camelot

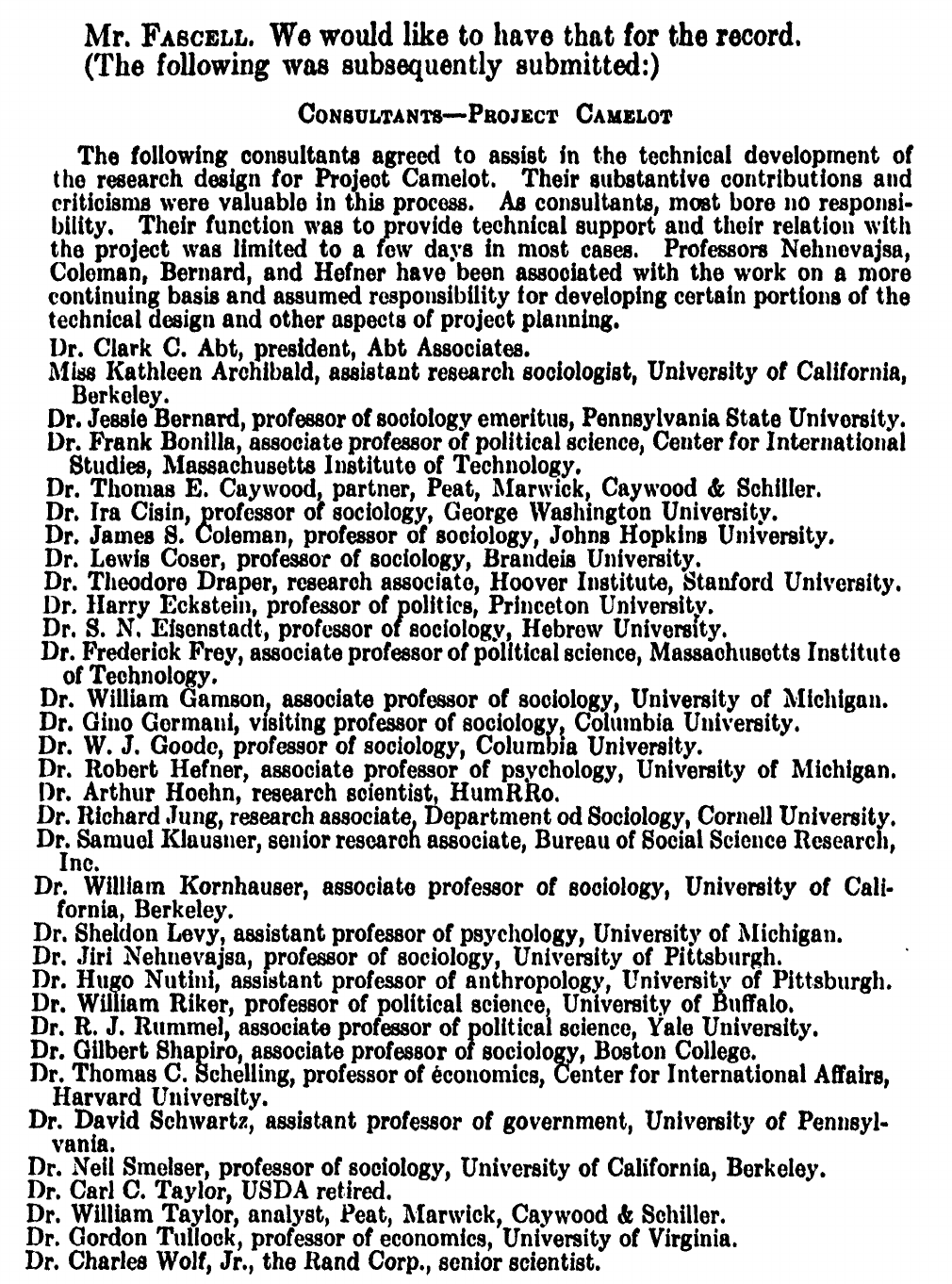
Lista enviada al Registro del Congreso de académicos que colaboran con el Proyecto Camelot.

El Proyecto Camelot fue un proyecto de investigación en ciencias sociales desarrollado por el Ejército de Estados Unidos y que se inició entre 1963 y 1964. El objetivo del proyecto era evaluar las causas de las revueltas sociales e identificar las medidas que un gobierno podría tomar para evitar su propio derrocamiento.
El principal objetivo de este proyecto fue: 

El conocimiento y la comprensión a profundidad de las condiciones internas, culturales, económicas y políticas que genera conflictos entre grupos nacionales.

Inicialmente estaba previsto que la investigación durara entre tres y cuatro años, con un costo aproximado de un millón y medio de dólares anuales, participando en el mismo 140 sociólogos, entre los que estaban Lewis Coser. El estudio se inició en Chile, pero debido a las denuncias de distintos periodistas y políticos chilenos, el mismo fue paralizado. El proyecto fue cancelado oficialmente en 1965.